# Nogometni klub Borac Zagreb
Il Nogometni klub Borac Zagreb, conosciuto semplicemente come Borac, era una squadra di calcio di Zagabria ai tempi del Regno di Jugoslavia prima e della Jugoslavia socialista poi.

## Nome
Borac significa soldato, mentre per pochi anni si è chiamato Milicioner (poliziotto).

## Storia
Il NK Borac viene fondato nel 1921 e porta il colori biancazzurri: negli anni del regno (1921-45) milita nelle serie minori della Zagrebački nogometni podsavez (Sottofederazione di Zagabria), una delle sottofederazioni in cui era divisa la federazione jugoslava, le cui vincitrici si disputavano il titolo di campione nel Državno prvenstvo (campionato nazionale).
Dopo la seconda guerra mondiale nel 1945, con l'avvento della Jugoslavia socialista, come negli altri stati dell'est vengono create alcune squadre gestite dai vari ministeri: in questo periodo nascono Partizan (esercito), Naša krila (aviazione) e Mornar Spalato (marina). La Milicija (la Polizia) prende sotto la sua tutela il Borac e lo trasforma nel Fiskulturno društvo Milicija (Associazione Ginnastica Milicija), subito dopo rinominato in Fiskulturno društvo Milicioner (Associazione Ginnastica dei miliziani), nel 1947 diventa Nogometni klub Milicioner (F.C. Milicioner), infine nel 1950 ridiventa Nogometni klub Borac.
Il 7 febbraio 1952, nel periodo di "smobilitazione delle partecipazioni dei ministeri" (Naša krila e Mornar scompaiono, solo il Partizan sopravvive), anche la Milicija abbandona il Borac, il quale si vede costretto a fondersi con il NK Zagabria ed a cedergli il titolo sportivo.
Il punto più alto raggiunto dal club è il nono posto nella Prva Liga 1951, mentre in coppa spiccano i quarti di finale nel 1949 (sconfitta 1-3 contro la Stella Rossa).

## Cronistoria
| Stagione | Campionato                            | Campionato | Campionato | Campionato                                                | Coppa di Jugoslavia |
| Stagione | Categoria                             | Liv.       | Posizione  | Verdetti                                                  | Coppa di Jugoslavia |
| -------- | ------------------------------------- | ---------- | ---------- | --------------------------------------------------------- | ------------------- |
| 1945–46  | Hrvatska liga - Grad Zagreb - Grupa A | I          | 8º su 8    |                                                           | n.q.                |
| 1946–47  | Prvenstvo Zagreba                     | III        | 1º su 3    |                                                           | n.q.                |
| 1947–48  | Završnica prvenstva Hrvatske          | III        | 2º su 8    |                                                           | n.q.                |
| 1948–49  | Hrvatska republička liga              | III        | 1º su 10   | Promosso in 2.liga                                        | Quarti              |
| 1950     | Druga liga                            | II         | 1º su 11   | Promosso in 1.liga                                        | 16esimi             |
| 1951     | Prva liga                             | I          | 9º su 12   | Si fonde con il NK Zagabria e gli cede il titolo sportivo | 32esimi             |

## Stadio
Non è noto dove il Borac disputasse le partite interne ai tempi della militanza nella Sottofederazione di Zagabria. Dopo la guerra, con lo scioglimento per motivi politici del Concordia, al FD Milicija è stato assegnato lo Stadion Zagreba (oggi Stadion Kranjčevićeva), un impianto da 18000 posti, usato in coabitazione con i concittadini della Lokomotiva.

## Giocatori
- Branko Zebec
- Vladimir Klaić
- Ljubo Benčić (allenatore)
- Branko Kralj

## Palmarès

### Competizioni nazionali
- Hrvatska republička liga: 1

1948-1949